# 最後の晩餐

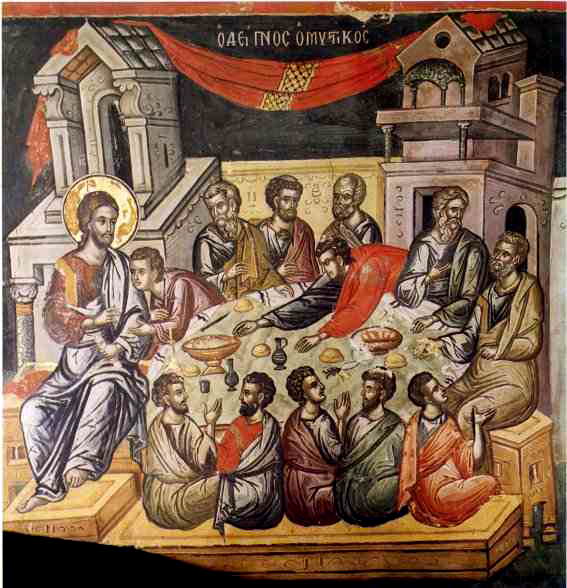
クレタのセオファニスによる機密制定の晩餐のイコン。16世紀のもの。

最後の晩餐（さいごのばんさん）は、キリスト教の新約聖書に記述されているキリストの事跡の一つ。イエス・キリストが処刑される前夜、十二使徒と共に摂った夕食、またその夕食の席で起こったことをいう。
正教会では最後の晩餐とは呼ばず、機密制定の晩餐（きみつせいていのばんさん）と呼ぶ。「晩餐」はイエスの復活後にも弟子達とともに行われていたほか、現在に至るまで聖体礼儀として教会に継承されており、本項で述べる晩餐は「最後の」ものではなかったからだとする。また、正教会では「機密制定の晩餐」のイコンをイコノスタシスの王門の上におく規定がある。
日本聖書協会による新共同訳聖書では、該当する聖書の記述箇所に「主の晩餐」との見出しがつけられている。
この場面に関して、数々のイコンが描かれて来たが、芸術作品としては、レオナルド・ダ・ヴィンチが絵画で描いた『最後の晩餐』が有名である。

## 新約聖書の記述に基づいた伝承

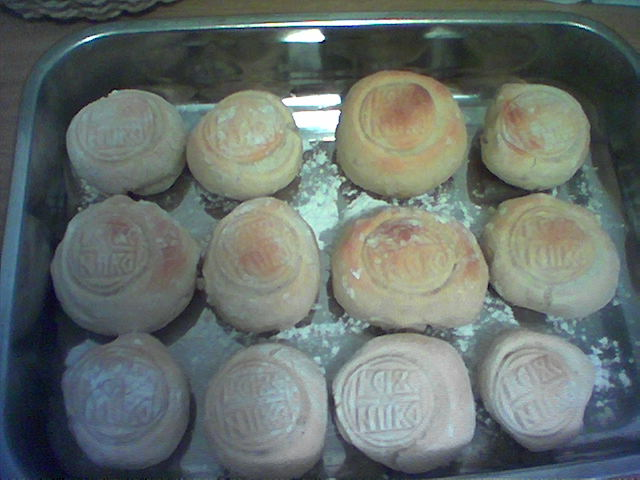
正教会の聖体礼儀で使われる聖パン（プロスフォラ）。写真に写っているのは聖変化に用いられる大きなパンではなく、聖体礼儀中の記憶と呼ばれる祈りに使われる小さなパンであるが、形状は同じものである。

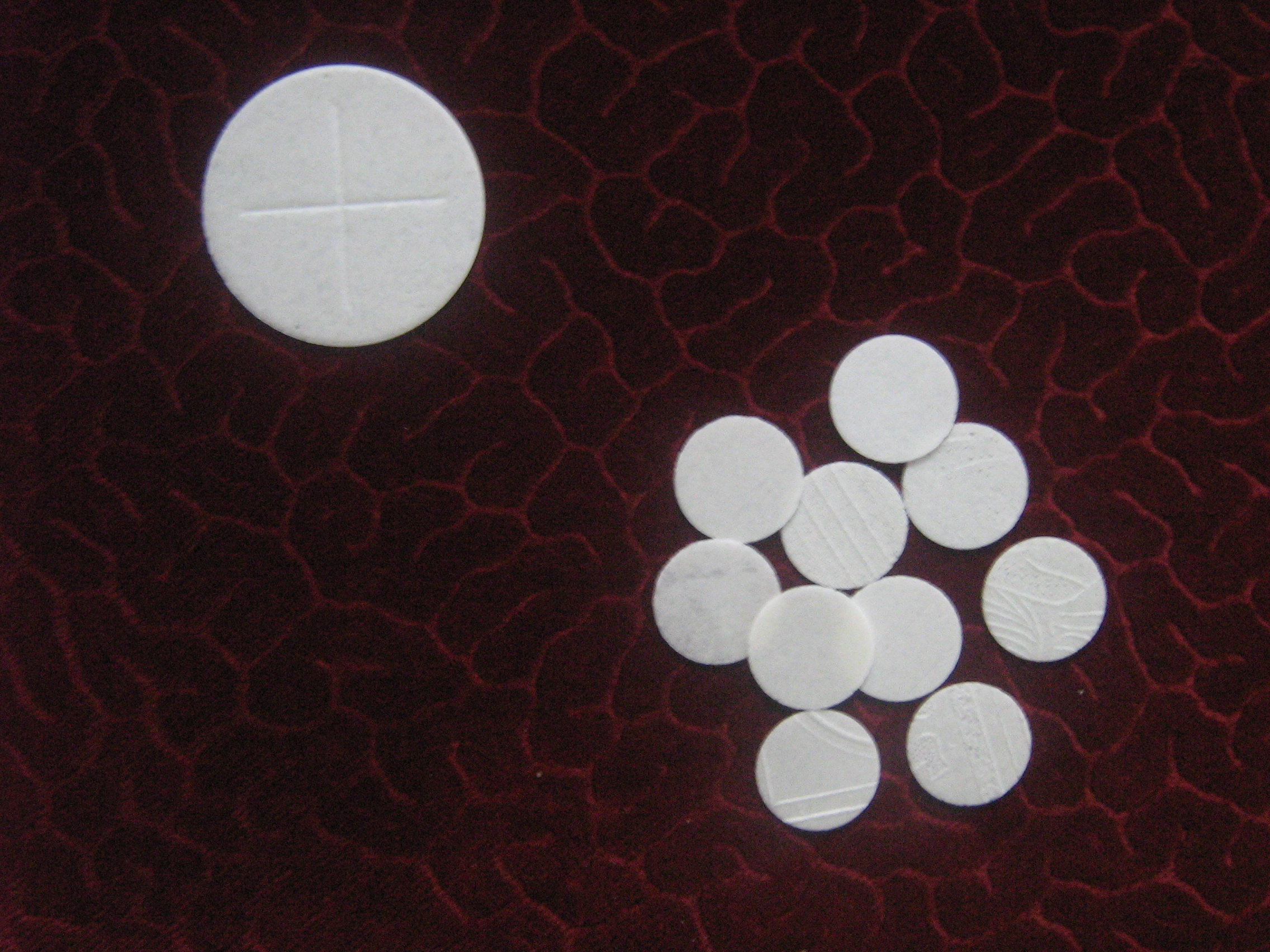
カトリック教会、聖公会、および一部プロテスタントで用いられる、「ホスチア」とも呼ばれる無発酵パン。写真のように薄い形状をしたものがよく用いられるが、稀に煎餅のように厚い無発酵パンを用いる教会もある。

この夕食の場で、使徒の一人がイエスを裏切ることが告げられ（イスカリオテのユダの裏切りの予告）、また、使徒達が自分の苦難に際して逃げ散る事を予告する（マルコによる福音書14章27節）。弟子達はこれを聞いて動揺する。ペトロは鶏が鳴く前に三度キリストを否むと告げられ、これを強く否定する。
共観福音書では、イエスが賛美の祈りののち、パンと葡萄酒をそれぞれ「自分の体」「自分の血」として弟子たちに与え、『ルカによる福音書』は「これをわたしの記念として行え」と命じたと記す。
共観福音書では、この夕食はユダヤ教の行事「過越の食事」であるが、『ヨハネによる福音書』ではその前日の出来事とされる。そのため東西教会で、このときのパンが（過越の）種入れぬパン（無発酵パン）であったか、（過越前の）種入りパン（発酵パン）であったかについて、議論がある。この議論は現代における聖餐式に、どのようなパンを用いるかに影響する。
西方教会（カトリック教会、聖公会、ほか一部プロテスタント）はこの晩餐を過越の食事と捉え、ミサ・聖餐式においてパンは種入れぬもの（無発酵パン）を用いる。カトリック教会の教えでは、晩餐の中で最も驚くべきことはエウカリスチア（聖体）の秘跡が制定されたとされる。他方、東方教会（正教会など）ではこの晩餐を過越前の食事であると解釈し、かつギリシャ語聖書原文にある「άρτος」（アルトス）は発酵パンを表す事を根拠とし、聖体礼儀で種入りパン（発酵パン）を用いている。
ヨハネによる福音書には、パンと葡萄酒についての言及はない。その代わりにヨハネ福音書では夕食の時、弟子たちの足をイエスが洗う。聖木曜日夕方に、一部の教会で行われる洗足式は、これにちなんでいる。

## 死海文書
死海文書の研究から、この場面は、クムラン教団（またはエッセネ派）の、聖宴に関する規定に由来するという指摘がある。その規定によれば、パンと葡萄酒が祭司のもとに集められ祝福の祈祷を終えた後、祭司が最初に手をつけてから他の信者に配られたとされている。

## 最後の晩餐の場所

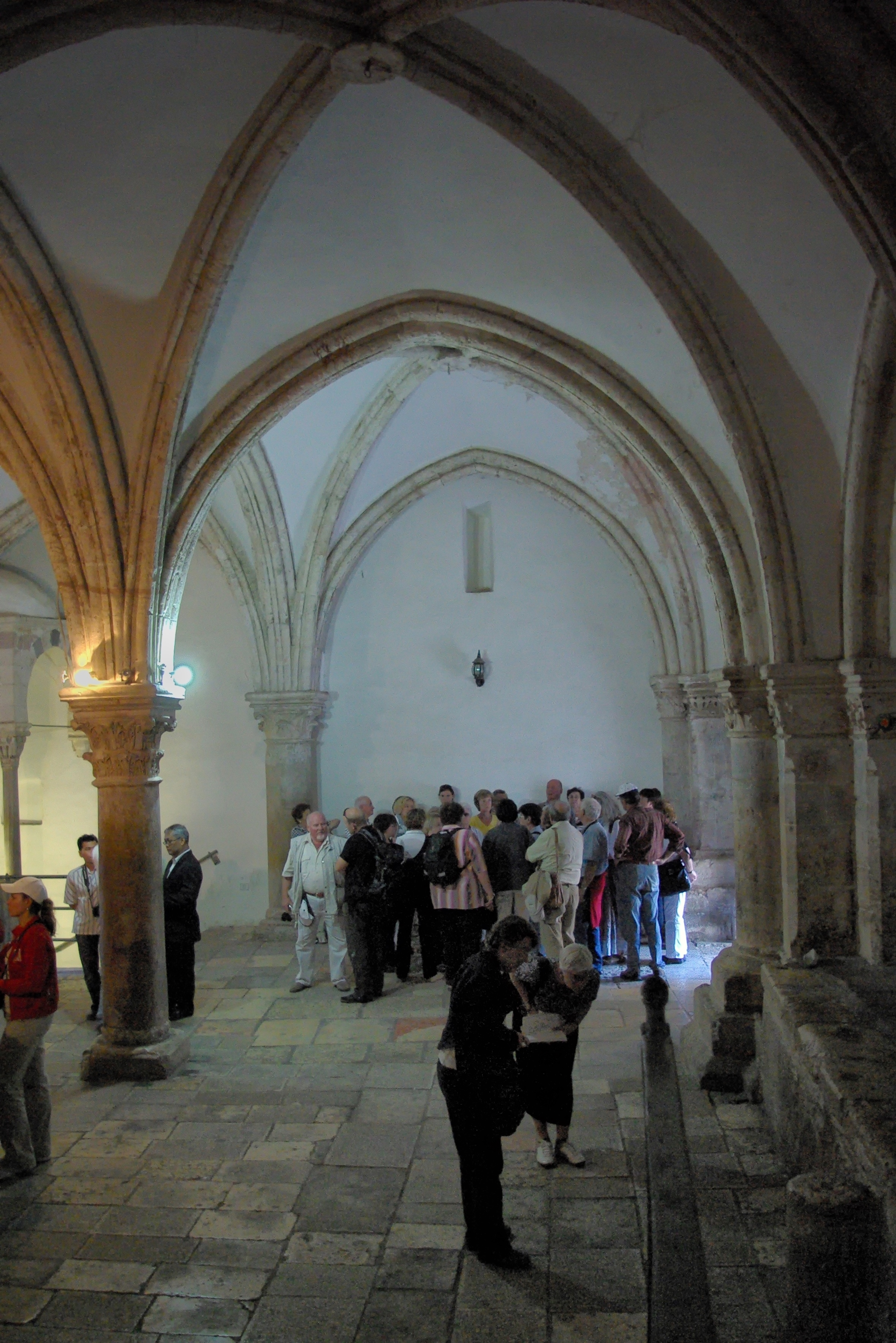
シオンの丘にある上の部屋が最後の晩餐の場であったとされている。

最後の晩餐が行われた場所ははっきりしないが、西方教会では伝統的にエルサレムのシオンの丘の「ダビデの墓」（David's Tomb）にある建物の「上の部屋」（The Cenacle）であるとして保存している。「ルカによる福音書」22章9 - 12節には
（弟子の）二人が「どこに（過ぎ越しの食事を）準備いたしましょうか」と言うと、イエスは言われた。「（前略）、すると（家の主人が）席の整った二階の広間を見せてくれるから、そこに準備しておきなさい。」二人が行ってみると、イエスが言われたとおりだったので、過ぎ越しの食事を用意した。
とある。この「上の部屋」は「使徒言行録」1章13 - 14節にも登場して、聖霊降臨が起こった場所ともされる。
彼ら（使徒たち）は都に入ると、泊まっていた家の上の部屋に上がった。
東方教会のコプト正教会では聖マトフェイ修道院で最後の晩餐が行われたとしている。

## 芸術作品
この場景を描いた作品は多く、特に題材に因んで教会の食堂の壁画として描かれる事が多いが、その中でもレオナルド・ダ・ヴィンチ『最後の晩餐』がもっともよく知られている。